# جنيفر ديكسون
جنيفر ديكسون (بالإنجليزية: Jennifer Dickson)‏ هي فنانة بريطانية، ولدت في 17 سبتمبر 1936.